# Не дивіться вгору
«Не дивіться вгору» (англ. Don’t Look Up) — американська комедія в жанрі політичної сатири, режисера Адама Мак-Кея за його сценарієм. У головних ролях: Дженніфер Лоренс, Леонардо ді Капріо, Меріл Стріп, Тімоті Шаламе, Кейт Бланшетт, Джона Гілл, Хімеш Патель, Аріана Ґранде і Кід Каді.
Астрономи Кейт Діб'яскі й Рендалл Мінді виявляють, що до Землі летить комета, яка знищить її за шість місяців. Вони намагаються попередити уряд США та інші країни про небезпеку і закликають до рішучих дій, але у світі, сповненому брехливих новин і скандалів, їх не сприймають серйозно і не вірять їм.

## Сюжет

### Виявлення загрози

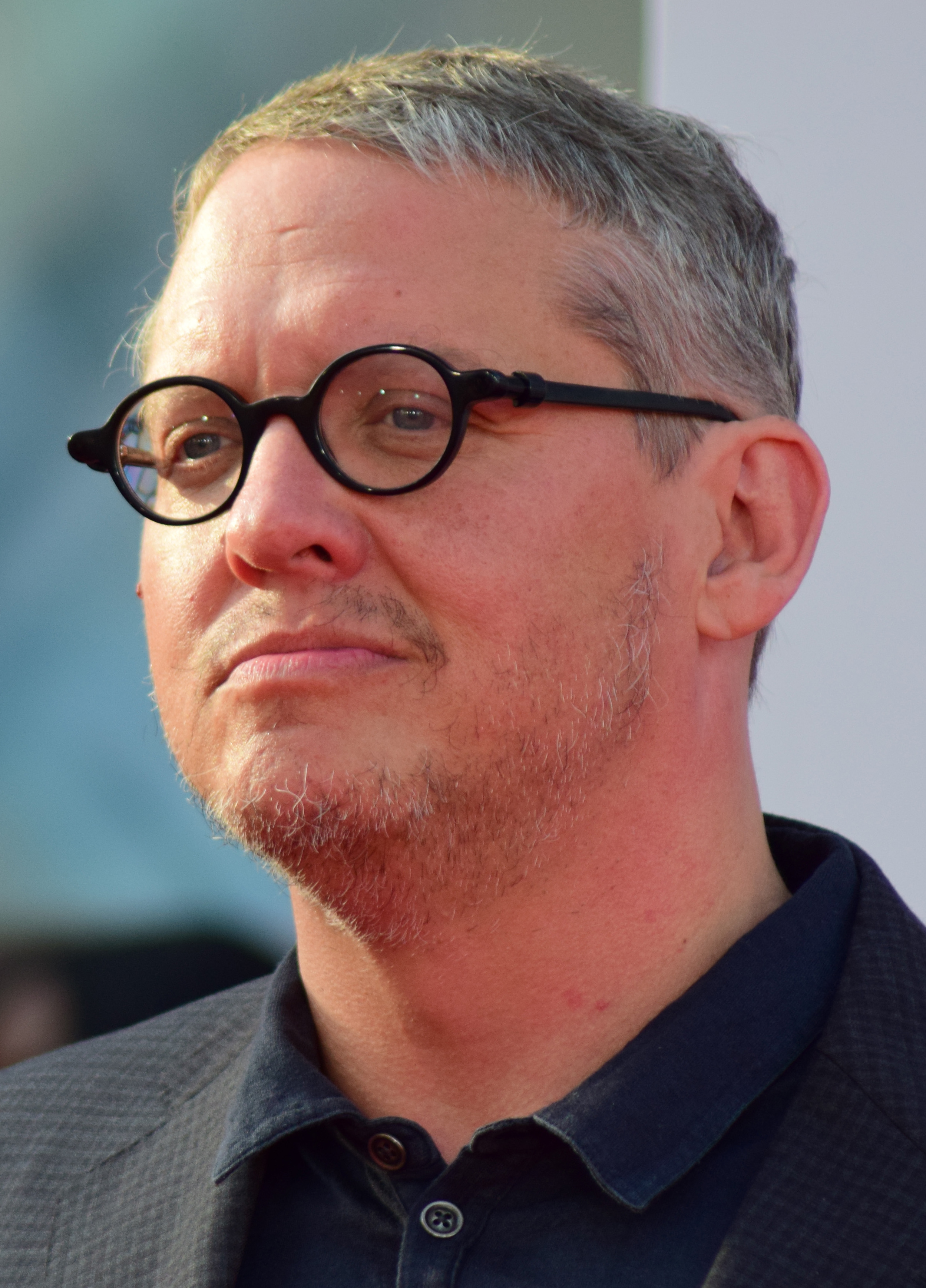
Американський режисер, продюсер, сценарист і актор Адам Маккей

Аспірантка факультету астрономії Університету штату Мічиган Кейт Діб'яскі виявляє нову комету. Кейт святкує відкриття з колегами, під час якого її науковий керівник, професор Рендалл Мінді, обчислює параметри комети і дізнається, що вона зіткнеться із Землею. Це має статися приблизно через шість місяців і 14 днів, що означатиме знищення всього живого на планеті. Діб'яскі та Мінді вирушають до Білого дому повідомити владу про своє страшне відкриття. Проте президент США Джені Орлін та її син, глава президентської адміністрації Джейсон Орлін, надто зайняті політичними скандалами та наближенням виборів, що от-от відбудуться, тому байдужі до загрози і відкладають її розгляд на невизначений час. Координатор планетарної оборони Тедді Оґлторп закликає Діб'яскі та Мінді поширити новину у ЗМІ. Астрономи приходять на ранкове ток-шоу, яке ведуть Брі Еванті та Джек Бреммер. Однак, ведучі не сприймають їхню заяву про загрозу для Землі серйозно і тому Діб'яскі панікує та впадає в істерику, через що миттєво стає об'єктом глузувань в Інтернеті. Після цього бойфренд Діб'яскі публічно розриває стосунки з нею та цькує її. Натомість Мінді стає улюбленцем глядачів. Втім, повідомлення вчених пройшло повз увагу громадськості, бо загубилося серед інших новин і скандалів ток-шоу. Окрім того, директор НАСА, яка за фахом анестезіолог, тобто, є дилетантом і не має жодного відношення до космосу, публічно заперечує загрозу з боку комети, щоб не допустити негативного впливу новини на передвиборчу кампанію Джені.
Згодом спалахує новий секс-скандал, де Джені виявляється учасницею, після чого вона шукає спосіб відвернути увагу громадськості від себе. Тоді вона згадує про комету і задля підвищення свого рейтингу оголошує питання протидії космічному тілу ключовим для своєї передвиборчої кампанії. Президент робить заяву про підготовку до запуску космічних апаратів з ядерною зброєю з місією змінити траєкторію комети. Одночасний запуск десятків ракет відбувається успішно, що сповнює надією вчених та людей всього світу, проте, вже через кілька хвилин, Орлін вирішує скасувати місію, через Пітера Ішервелла, технологічного мільярдера, генерального директора компанії BASH та головного спонсора президентської кампанії Джені, який виявляє, що комета містить рідкісноземельні метали вартістю трильйони доларів. Пітер нещодавно представив смартфон «Вау» 14.5, який продається не вельми добре, тож йому потрібні великі прибутки. Білий дім за його наполяганням з допомогою неперевіреної технології планує подрібнити комету та спрямувати її уламки в Тихий океан аби потім потай їх дістати і почати видобуток копалин за участі корпорації BASH.

### Комерційний проект корпорації BASH
Президент усуває Діб'яскі та Оґлторпа від участі у проєкті та призначає Мінді на посаду національного радника з науки. Тоді Діб'яскі розкриває громадськості плани Білого дому, що спричиняє паніку і безлади у місті (ймовірно, це Вашингтон). Президентська адміністрація погрозами змушує Діб'яскі замовкнути і письмово відмовитися від публічних виступів щодо небезпеки комети та критики планів компанії BASH. Мінді, аби зберегти свою посаду радника, не виступає відкрито проти комерційної вигоди розробки комети і продовжує роман з Еванті, що спалахнув раніше. Людство поділяється на три групи: найбільшою з них є прибічники розробки комети як джерела металів (бо окрема урядова програма для зв'язків з громадськістю у своїй пропаганді стверджує, що це створить нові робочі місця); ще багато людей просто не вірить, що комета взагалі існує, адже її ще не видно на небі; та вчених і людей, які до них прислухаються і вимагають від уряду рішучих дій.
Діб'яскі повертається додому у рідне місто Іллінойс, де працевлаштовується продавцем та починає стосунки з підлітком Юлом. Дружина Мінді, на ім'я Джун, виявляє його зраду з Еванті, що стає відомо загалу. Тим часом президентська адміністрація продовжує усувати вчених, що ставлять незручні питання щодо надійності проекту BASH. Зрештою, самому Мінді радять не докучати цим адміністрації та Пітеру Ішервеллу, після чого професор в прямому ефірі звинувачує Орлін у брехні та критикує її, знову застерігає про небезпеку від комети. Його звільняють з посади національно радника з науки і він втрачає навіть найменший вплив на проєкт комерційної розробки космічного тіла. Мінді мириться з Кейт, але під час їх розмови комету вже видно з Землі неозброєним оком. Мінді, Діб'яскі та Оґлторп організують кампанію протесту проти президентства Орлін та BASH під назвою «Просто подивіться нагору», залучаючи політиків і співаків. Вони закликають інші країни почати власні місії з відхилення орбіти комети. Зі свого боку, адміністрація Орлін розпочинає кампанію «Не дивіться вгору» аби здобути підтримку своїм планам.

### Загибель людства
Коли Орлін виключає Китай, Індію та Росію з угоди про розробку копалин на кометі, ті намагаються реалізувати спільну місію для зміни траєкторію комети, але їхній космічний корабель вибухає на космодромі «Байконур». Місія BASH лишається останнім шансом для людства. Втім, спроба розділити комету на частини зазнає провалу: через ненадійність технологій частина BASH-дронів не змогли виконати поставлені перед ними завдання. Пітер до останнього продовжує запевняти, що це «допустима похибка» і що «все буде добре», а потім зникає, за ним зникає президент, після чого працівників центру управління польотів огортає паніка і вони втікають зі своїх робочих місць.
Ішервелл, Орлін та ще кілька десятків багатих американців прямують до таємно збудованого космічного корабля на 2000 місць, щоб евакуюватися із Землі. Орлін пропонує Мінді два місця на борту, але той відмовляється, бажаючи провести останні хвилини життя зі своєю сім'єю та друзями. Вони збираються в будинку, де влаштовують спільну вечерю. Під час вечері професор Мінді наприкінці говорить:

| Якщо подумати, у нас було все... якщо подумати... |
Комета падає, населення планети гине, заморожені в анабіозі 2000 багатіїв успішно відлітають до іншої планетної системи повз уламки Землі, викинуті ударом.
Через 22 740 років пошарпаний корабель скидає капсули з уцілілими на іншу планету. Пасажири однієї з капсул опиняються в райській місцині, яку Пітер коментує словами «ми непогано тут приживемося». Та, раптом, на Орлін нападає місцева тварина та задзьобує її, після чого зграя таких тварин оточує людей…
Джейсона під час евакуації випадково забули на Землі. У сцені після титрів Джейсон вибирається з-під уламків, кличе матір, а потім знімає розповідь на смартфон, називаючи себе останньою людиною, що вижила, та просить глядачів «лайкнути та підписатись».

## Створення

### Підготовка
8 листопада 2019 року було оголошено про те, що Paramount Pictures буде поширювати чорну сатиру «Не дивіться вгору», сценарій якої напише і яку зрежисує Адам Маккей, а її продюсуванням він займеться за допомогою своєї компанії Hyperobject Industries. 19 лютого 2020 року Netflix придбала у Paramount права на фільм.

### Підбір акторів
19 лютого 2020 року Дженніфер Лоренс пройшла проби на роль у фільмі. 12 травня 2020 року було оголошено про те, що Кейт Бланшетт приєдналася до акторського складу фільму. У вересні 2020 акторський склад фільму поповнив Роб Морган. У жовтні 2020 року Леонардо Ді Капріо, Джона Гілл, Хімеш Патель, Тімоті Шаламе, Аріана Ґранде, Кід Каді, Тайлер Перрі та Томер Сіслей були прийняті в акторський склад фільму.

### Зйомки
19 лютого 2020 року було оголошено про те, що знімальний період фільму почнеться у квітні 2020. Однак, зйомки фільму були відкладені через пандемію COVID-19.
Зйомки почалися 18 листопада 2020 в Бостоні (Массачусетс).

## Випуск
19 лютого 2020 року було оголошено про те, що Netflix випустить фільм у 2021 році.

## В ролях
- Леонардо ді Капріо — доктор-астроном Ренделл Мінді
- Дженніфер Лоренс — аспірантка-астроном Кейт Діб'яскі, яка відкрила комету
- Роб Морган — доктор Клейтон «Тедді» Оґлторп, керівник Координаційного комітету планетарного захисту
- Меріл Стріп — президент Джені Орлін
- Джона Гілл — Джейсон Орлін, син Джені Орлін і голова адміністрації президента
- Кейт Бланшетт — Брі Еванті, ведуча телевізійного ранкового ток-шоу The Daily Rip
- Тайлер Перрі — Джек Бреммер, ведучий телевізійного ранкового ток-шоу The Daily Rip
- Марк Райленс — Пітер Ішервелл, власник корпорації BASH, має великий вплив на президентку, оскільки був спонсором її передвиборчої кампанії
- Тімоті Шаламе — підліток Квентін Юл
- Аріана Гранде — відома топ-співачка Райлі Біна, яка підтримує вчених та рух «Просто подивіться вгору»
- Кід Каді — співак та DJ Челло, підтримує вчених та рух «Просто подивіться вгору»
- Хімеш Патель — Філіп Кадж, журналіст порталу новин Autopsy та бойфренд Кейт
- Томер Сіслей — Адуль Греліо, журналіст газети The New York Herald
- Мелані Лінскі — Джун Мінді, дружина Рендалла Мінді
- Рон Перлман — полковник Бен Драск, мав здійснити скасовану місію з порятунку Землі, змінивши траєкторію комети
- Кріс Еванс — кінозірка Девін Пітерс
- Джина Гершон — Кеті Логолос
- Майкл Чикліс — Ден Пакетті, ведучий консервативного телеканалу новин Patriot News Network
- Ішан Каттер — Рагав Манавалан
- Пол Гілфойл — генерал-лейтенант ВПС США, представник Пентагону у Білому домі

## Український дубляж
- Андрій Твердак — Ренделл Мінді
- Катерина Брайковська — Кейт Діб'яскі
- Ніна Касторф — президент Орлін
- Євгеній Сардаров — Джейсон Орлін
- Наталія Ярошенко — Брі Еванті
- Олег Лепенець — Пітер Ішервелл
- Олександр Шевчук — доктор Оґлторп
- А також: В'ячеслав Хостікоєв, Олена Узлюк, Роман Чорний, Євген Пашин, Володимир Гурін, Катерина Башкіна-Зленко, Дмитро Гаврилов, Оксана Гринько, Людмила Суслова, Єсенія Селезньова, Артур Проценко, Євген Сінчуков, Анна Чиж, Євгеній Лісничий, Катерина Буцька, Михайло Кришталь, Андрій Альохін, Олександр Погребняк, Михайло Войчук, Аліна Проценко, Тимофій Марченко, Віталій Ізмалков

Фільм дубльовано студією «Postmodern» на замовлення компанії «Netflix» у 2021 році.
- Режисер дубляжу — Євгеній Сардаров
- Перекладач — Анна Пащенко
- Звукооператори — Валентина Нуріщенко, Олександр Притчин
- Спеціаліст зі зведення звуку — Олександр Мостовенко
- Менеджер проєкту — Валерія Антонова

## Оцінки й відгуки
Фільм зібрав на Rotten Tomatoes 55 % позитивних рецензій від критиків і 77 % від пересічних глядачів. На Metacritic середня оцінка критиків складає 50 балів зі 100.
Бекка Джеймс у «Chicago Reader» писала, що

| «Не дивіться вгору» депресивний. Але це не попередження не дивитися фільм. Це радше пропозиція подумки підготуватися до такої уїдливої сатири в дедалі тривожніший кінець і без того важкого року… Фільм Адама Маккея залишається вірним фірмовому стилю сценариста і режисера. Він зірковий, і режисура часто підморгує глядачам, але цього разу не настільки до жартів.[13] |
Гері Крамер із «Salon.com» відгукнувся, що актори дійсно стараються і «роблять все, що можуть, з неякісним матеріалом». На думку критика, фільм містить низку образливих жартів, а частина жартів просто повторюється. Загалом же в фільмі замало гумору, як на комедію.

| «Не дивіться вгору» має кілька пристойних моментів і викликає посмішку або дві, але здебільшого він понурий, коли може бути фарсовим, і млявий, коли може бути навіженим. Ця комедія кінця світу мала бути веселішою.[14] |
Сімран Ганс для «The Guardian» зазначала:

| Як уже довела проклята святкова трилогія Гаррі Маршалла «День Святого Валентина», «Новий рік» і «День матері», акторський склад, наповнений зірками, не гарантує гарного проведення часу. Так само як режисура Маккея «тряси за плечі». Самовдоволення, наклеєне на екран, і гіперактивні вставки документальних кадрів про природу нічого не роблять для того, аби підвищити реальні ставки фільму.[15] |

## Нагороди та номінації
Американська кіноакадемія оголосила номінантів на здобуття премії «Оскар» у 2022 році. Так фільм «Не дивіться вгору» потрапив у номінацію в наступних категоріях: Кращий фільм, Найкращий саундтрек, Найкращий монтаж. Церемонія нагородження премії запланована на 27 березня 2022 року.